# Клавиатура Дворака

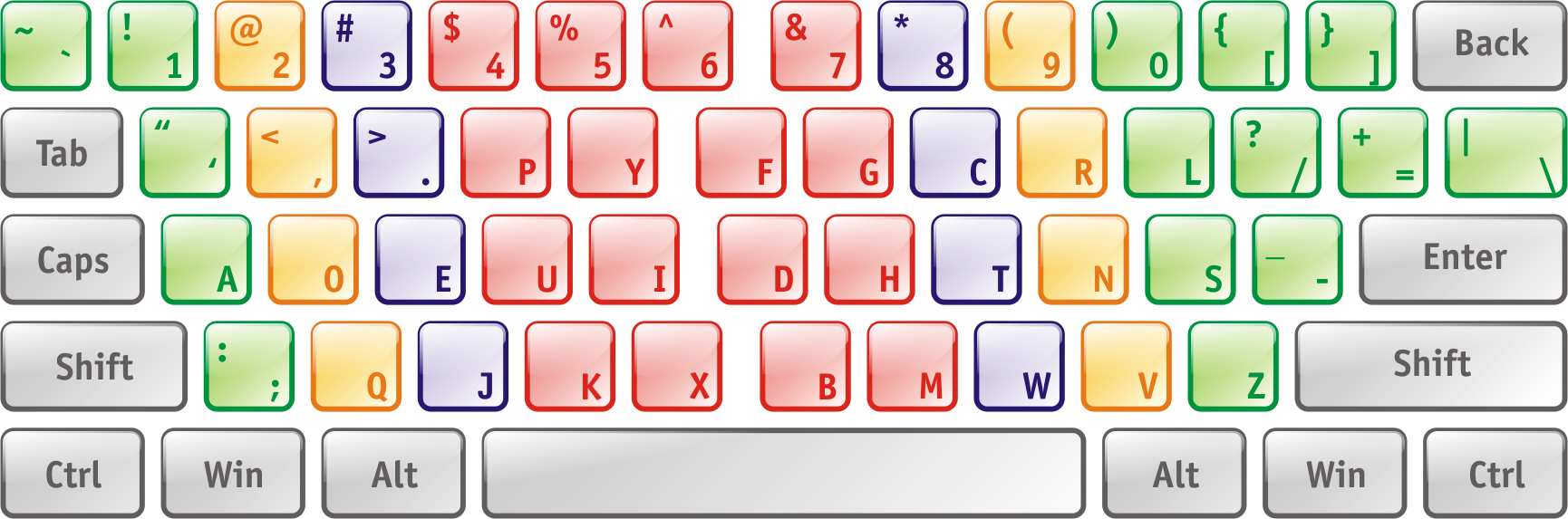
Упрощённая клавиатура Дворака

Клавиату́ра Дво́рака — раскладка клавиатуры, запатентованная профессором Вашингтонского университета Августом Двораком и Вильямом Дилли в 1936 году для набора английских символов как альтернатива раскладке QWERTY.
Большинство операционных систем (например, GNU/Linux, Mac OS и Microsoft Windows) имеет встроенную поддержку всех версий клавиатуры Дворака. Но, несмотря на это, подавляющее большинство пользователей использует QWERTY.

## Общие сведения
Раскладка была разработана для устранения неэффективности и усталости после долгой работы — недостатков раскладки QWERTY. Раскладка QWERTY была разработана в 1870-е годы и использовалась на первой имевшей коммерческий успех пишущей машинке, изобретённой Кристофером Шоулзом. Раскладка QWERTY была разработана так, чтобы буквы большинства буквосочетаний располагались на разных сторонах корзины во избежание «залипания» клавиш. Некоторые источники утверждают, что раскладка QWERTY была придумана с целью замедлить скорость набора текста, что само по себе также должно предотвращать подобные проблемы.
Разработка началась около 1914 года, когда шурин Дворака Уильям Дилли посетил несколько семинаров по повышению эффективности производства под руководством Фрэнка и Лилиан Гилбрет, а также посмотрел их фильмы о машинистках в замедленном темпе. Об увиденном он сообщил Двораку.
Дворак посвятил почти два десятилетия чрезвычайно детальным исследованиям печатания, ошибок машинисток, ранее разработанных клавиатур, физиологию человеческих рук и их функций, а также частотности букв, пар букв и слов в английском языке.
В 1932 году Август Дворак предложил раскладку, основанную на следующих принципах:
- при наборе руки должны чередоваться как можно чаще;
- для максимальной скорости и эффективности набора легче всего должны набираться самые часто встречающиеся символы (это означает, что клавиши с этими буквами должны быть в основном ряду, где установлены пальцы человека и в зоне указательных и средних пальцев);
- аналогично, редкие буквы должны быть в нижнем ряду, клавиши которого труднее всего нажать;
- правая рука должна брать на себя больше «работы», потому что большинство людей — правши;
- набирать диграфы соседними пальцами труднее, чем расположенными друг от друга далеко.

В 1936 году раскладка получила патент США № 2 040 248. Американским институтом национальных стандартов (ANSI) в 1982 году клавиатура Дворака была назначена стандартом наряду с QWERTY.
С изобретением электрических печатных машинок в 1930-е годы на смену проблеме «залипания» пришла усталость рук машинисток. Это и обеспечило рост интереса к раскладке Дворака.
Тем не менее, раскладка QWERTY так и осталась стандартом — в силу своего чрезвычайно широкого распространения и нежелания миллионов пользователей переучиваться. В 1984 году количество пользователей раскладки оценивалось в 100 000.

## Достоинства раскладки Дворака
В обычный рабочий день пальцы хорошей машинистки преодолевают до 20 миль на QWERTY-клавиатуре, но только одну милю на раскладке Дворака.
Чтобы новичок достиг скорости 40 слов в минуту, понадобилось бы 56 часов тренировки на QWERTY-клавиатуре (в среднем четыре часа в день в течение двух недель), но только 18 часов на клавиатуре Дворака.

## Оригинальная раскладка
Раскладка, принятая ANSI, отличается от оригинальной («классической») раскладки, которую создал сам Дворак. Сегодня клавиатуры содержат больше символов, чем во время разработки. Также имеются следующие видимые различия:
- Изначально цифры в раскладке Дворака располагались в следующем порядке:

7 5 3 1 9 0 2 4 6 8
- В классической раскладке знак вопроса «?» находился в левом конце верхнего ряда, в то время как дробь «/» располагался в правом его конце.
- Следующие символы располагались на одной клавише (для вызова второго требовалось нажать его, удерживая клавишу Shift):
  - знак амперсанда «&» и дробь «/»;
  - двоеточие «:» и знак вопроса «?»;
  - запятая «,» и точка с запятой «;».

Почти во всех современных англоязычных раскладках двоеточие «:» и точка с запятой «;» располагаются на одной клавише. Дробь «/» и вопросительный знак «?» являются столь же близкими соседями.

## Использование в операционных системах
Версии операционной системы Microsoft Windows — Windows 98, Windows NT 3.51 и последующие поставлялись со встроенной поддержкой раскладки Дворака; пользователи более ранних версий должны были загрузить бесплатное обновление с веб-сайта Microsoft.
Многие UNIX-подобные операционные системы, включая OpenBSD, FreeBSD и большинство дистрибутивов GNU/Linux, могут быть настроены на использование как американской, так и британской версии раскладки.
Компания Apple активно поддерживала клавиатуру Дворака ещё до публичного размещения акций. Компьютер Apple III использовал раскладку, загруженную с дискеты: стандартный пакет программ включал файлы как раскладки QWERTY, так и клавиатуры Дворака. Переключение раскладок требовало перезагрузки. В Apple II имелось небольшое ПЗУ, преобразующее нажатия клавиш в символы. Это ПЗУ содержало как QWERTY, так и вариант Дворака, по умолчанию использовалась QWERTY. Для переключения раскладки требовалось вытащить эту небольшую микросхему из компьютера, отогнуть четыре вывода, припаять между двумя из них резистор, соединить два других парой проводов, присоединённых к микропереключателю, после чего микросхема возвращалась на место. «Взлом» не приносил абсолютно никакого вреда и был обратим. Теперь пользователь мог поменять раскладку переключателем на задней панели. Это изменение было полностью неофициальным, но было случайно продемонстрировано в 1984 году на выставке Comdex сотрудником Apple, который должен был представить Apple Logo II. Работник привык к раскладке Дворака, поэтому привёз на показ необходимые детали и установил их в демонстрационный компьютер, затем показал то, что от него требовалось. Зрители заметили, что перед тем и после того, как кто-то другой хотел набрать текст, докладчик что-то переключал сзади компьютера. Его спросили, зачем он это делает. На рассказ о раскладке Дворака у него ушло столько же времени, сколько и на презентацию Apple Logo II. 

Интерес к клавиатуре Дворака подогрел Apple IIc, в котором для смены раскладки был официально добавлен переключатель.
Самые первые Макинтоши могли быть настроены на раскладку Дворака изменениями в файле System: переключаться между раскладками было непросто и после модификаций требовалась перезагрузка компьютера. Это изменение было неофициальным, но всё равно было совместимо почти со всеми другими продуктами. Используя ResEdit, пользователи могли создавать собственные раскладки, значки и прочие полезные вещи.
Несколько лет спустя после создания компьютера сторонний разработчик предложил программу MacKeymeleon, которая предлагала пользователю меню для немедленной смены раскладки. После этого разработчики MacOS включили её в состав операционной системы с большим набором прочих раскладок.
В 1998 году, начиная с Mac OS 8.6, Apple включила в свои продукты поддержку раскладки Дворака. Apple также включили в комплектацию вариант, который сами разработчики называют «Dvorak — Qwerty Command». В этом варианте раскладка Дворака переключается на QWERTY при зажатии клавиши Command. Это сделало переключение более лёгким для многих людей. Через некоторое время система позволяла переключать раскладки «на лету»: значок (по умолчанию — флаг США) позволял пользователю с лёгкостью переключаться между клавиатурами комбинацией клавиш. Вернуться на первоначальную раскладку можно было, нажав на ту же комбинацию ещё раз.

## Версии для одной руки

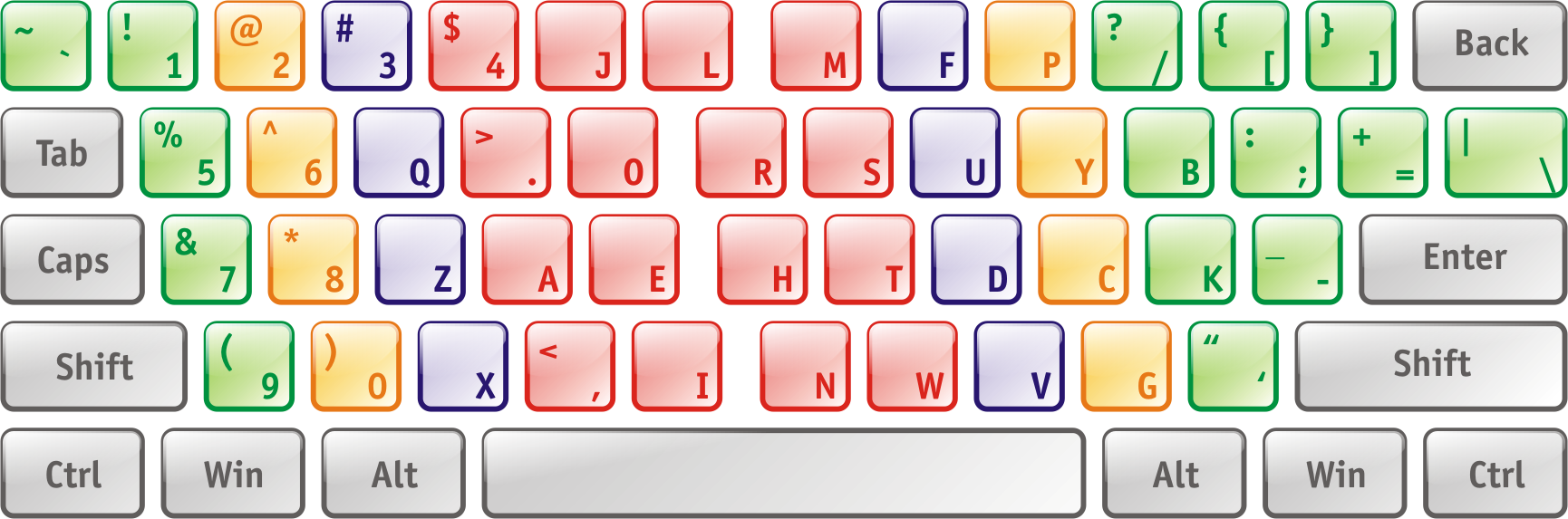
Раскладка Дворака для правой руки

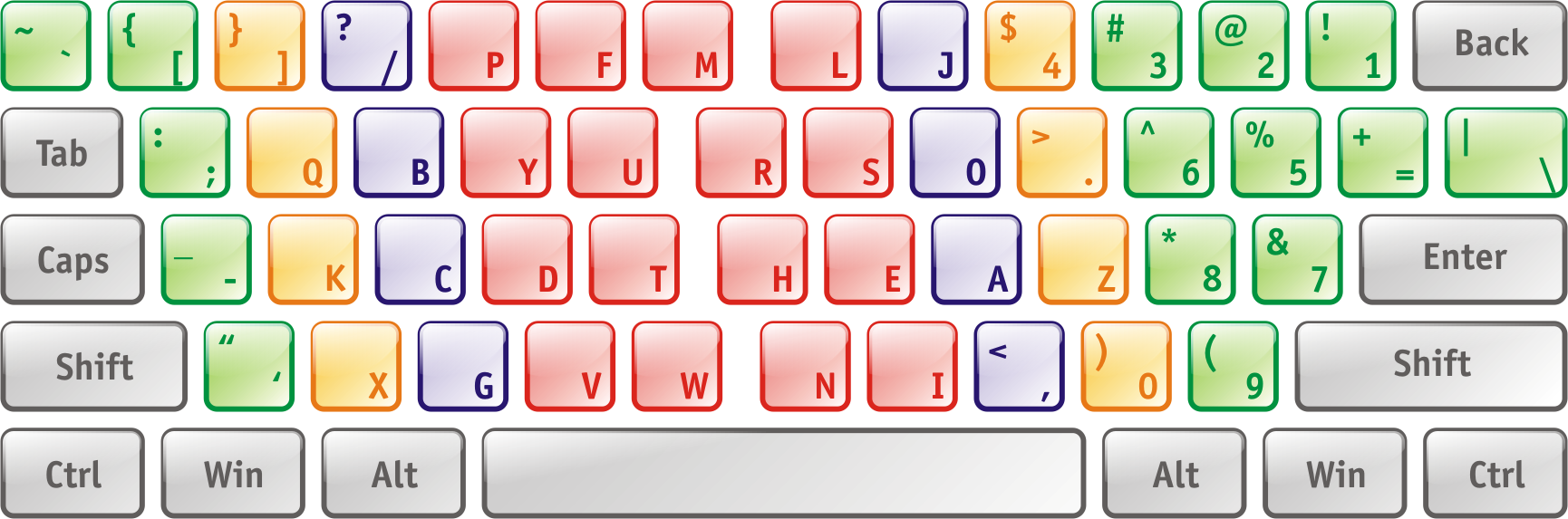
Раскладка Дворака для левой руки

Существуют также расположения клавиш, предназначенные для набора одной рукой. Эти версии позволяет быстро и качественно набирать тем людям, которые по каким-то причинам не могут работать двумя руками сразу. Некоторые пользователи предпочитают одновременно набирать и использовать мышь.
Было разработано две такие версии — для левой и для правой руки.
Существуют также клавиатуры в форме палитры, где для упрощения работы пользователя поступились не только раскладкой, но и стандартной аппаратной частью. Поскольку для «однорукой» работы нужны довольно весомые причины, обычно используются именно такие клавиатуры, а не «однорукие» версии клавиатур Дворака. Разумеется, раскладка на таких клавиатурах может быть столь же своеобразной, как и их форма, и вовсе не обязательно обладает сходством с этими двумя раскладками.

## Дворак для программистов

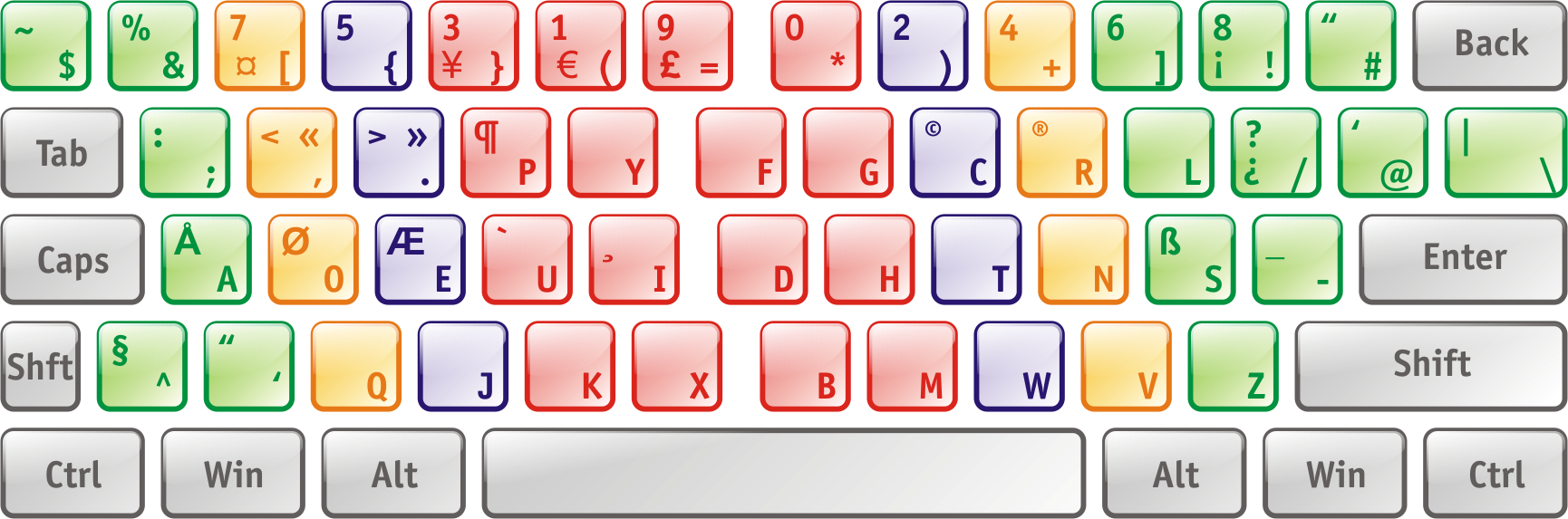
Раскладка Дворака для программистов

Эта раскладка разработана инженером Роландом Кауфманном и рассчитана на людей, пишущих код на C, Java, Pascal, HTML, CSS и XML. Раскладка основана на размещении клавиш в упрощённой раскладке Дворака с некоторыми улучшениями специально для программистов.
В то время как буквы располагаются в тех же местах, где они расположены в оригинальной раскладке, большинство прочих символов перемещены. Наиболее заметное различие состоит в том, что верхний ряд содержит различные скобки и другие служебные символы, а цифры доступны при удерживании клавиши Shift, как на пишущих машинках. Цифры расположены не по порядку, как и в оригинальной раскладке.

## Многоязычность

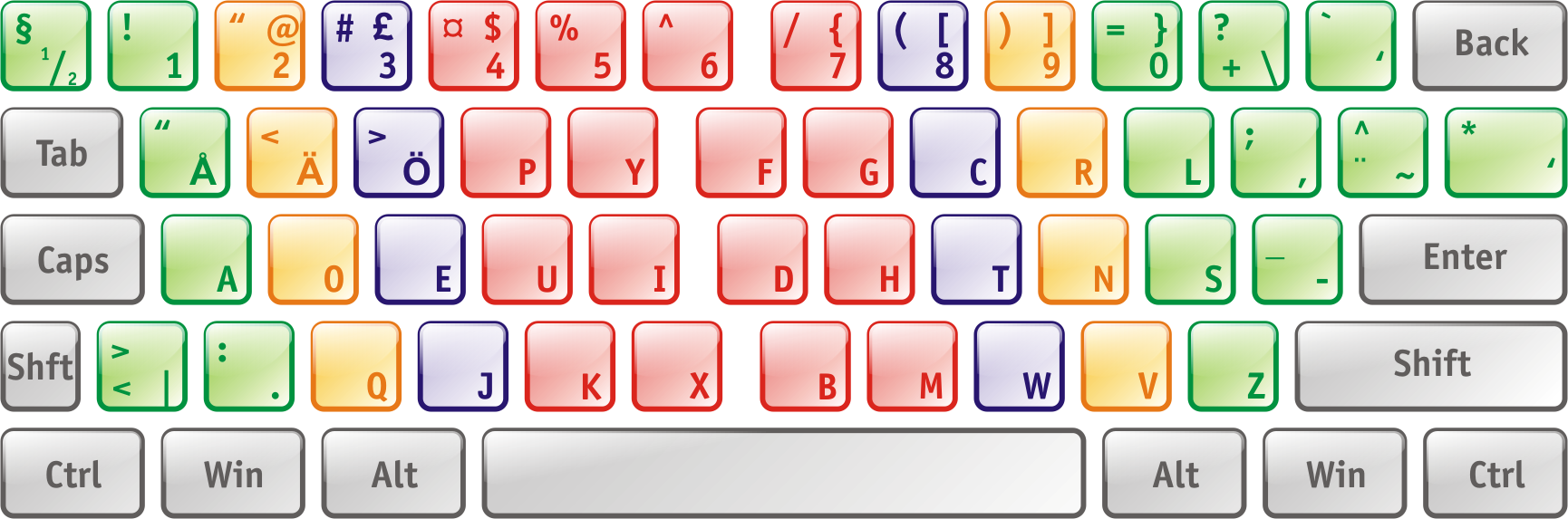
Раскладка Svorak

Раскладка Дворака имеет версии для многих языков, но у большинства таких версий имеется одна проблема. Размещение клавиш английского алфавита не меняется при переносе на другой язык. Это не всегда удобно, потому что грамматика и стилистика языка могут требовать другого размещения. Поэтому раскладка Дворака не считается независимой от языка, и, как следствие, всемирная замена вариаций QWERTY на вариации раскладки Дворака не представляется возможной.
В шведской версии, известной как Svorak, дополнительные гласные å, ä и ö расположены на трёх левых клавишах верхнего ряда, что соответствует знакам препинания в английской раскладке. В шведской версии для доступа к некоторым символам используется не только клавиша Shift, но и Alt.
Другая шведская версия, Svdvorak, сохраняет пунктуацию в том же месте, что и в английской раскладке; первая дополнительная буква — å — находится в левой части верхнего ряда, в то время как другие — ä и ö — расположены в левой части нижнего ряда.
Норвежская версия, известная как Norsk Dvorak, похожа на версию Пармента, где æ и ø заменены на ä и ö.
Финская версия следует концепции Дворака. Она разработана «с нуля» на основе статистики букв и буквосочетаний в финском языке. Матти Аирас также создал другую раскладку для финского. Можно также весьма успешно набирать на финском языке, используя английский вариант, добавив буквы ä и ö.
Несколько бразильских вариантов раскладки находятся в стадии разработки. Наиболее простая — BRDK — просто копия английской версии с добавлением нескольких символов из бразильской раскладки ABNT2. Однако для португальского бразильского клавиши были размещены совсем по-другому, с учётом статистики употреблений букв, диграфов и триграфов.
Наиболее распространённая немецкая версия — раскладка German Type II. Она доступна в Microsoft Windows, GNU/Linux и Mac OS X. Существуют также раскладки NEO и de ergo, специально разработанные под немецкий язык версии, учитывающие почти все пункты концепции.
Существуют также французская и испанская раскладки.
Для русского языка по схожему принципу была построена раскладка DIKTOR. Но официальный сайт перестал существовать, а популярности она так и не завоевала.

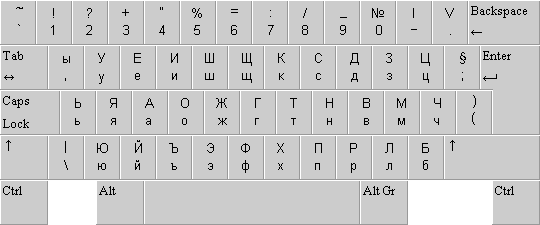
Болгарская раскладка клавиатуры BDS 5237:1978

Современная официальная болгарская раскладка клавиатуры для пишущих машинок и компьютерных клавиатур описана в Болгарском государственном/национальном стандарте 5237:1978. Она заменила старый стандарт, 5237:1968, 1 января 1978 года. Как и раскладка Дворака, она была разработана для оптимизации скорости и эффективности набора текста, размещая наиболее распространенные буквы болгарского языка — О, Н, Т и А — под самыми сильными пальцами. Помимо стандартных 30 букв болгарского алфавита, в раскладку включены неболгарские кириллические символы Э и ы, а также римские цифры I и V (X должен быть представлен кириллической заглавной Х, что приемлемо в пишущих машинках, но проблематично в компьютерах).

## Мировой рекорд
В Книге рекордов Гиннесса сказано, что по состоянию на 2005 год мировой рекорд по скорости набора принадлежит Барбаре Блэкберн. Используя упрощённую раскладку Дворака, она в 1985 году набирала со скоростью 150 слов в минуту в течение 50 минут, временами её скорость поднималась до 170 слов в минуту; а на короткий промежуток времени она достигла скорости 212 слов в минуту.
Барбара провалила экзамен по набору в колледже, впервые познакомилась с раскладкой Дворака в 1938 году, быстро научилась бегло набирать и, работая секретарём, иногда публично демонстрировала свои навыки.

### Тренажёры для изучения раскладки Дворака

#### Свободные
- TypeFaster Архивная копия от 1 января 2007 на Wayback Machine — программа под Windows.
- GNU Typist Архивная копия от 20 сентября 2007 на Wayback Machine — универсальный тренажер, содержит качественные уроки для Клавиатуры Дворака.
- DvorakNG Архивная копия от 30 сентября 2007 на Wayback Machine — свободная программа под GNU/Linux, основана на Dvorak7min.
- Dvorak7min — ещё одна свободная программа под GNU/Linux.
- KTouch Архивная копия от 30 декабря 2006 на Wayback Machine — свободный тренажёр под GNU/Linux. Входит в KDE Educational Suite.
- KP Typing Tutor for DOS — версия под MS-DOS.

#### Проприетарные
- Solo on the Dvorak Keyboard Архивная копия от 4 ноября 2010 на Wayback Machine — СОЛО на клавиатуре Дворака.
- Stamina Typing Tutor — бесплатная программа под Windows.

#### Онлайн-тренажёры
- http://www.gigliwood.com/abcd/ Архивная копия от 16 ноября 2004 на Wayback Machine
- http://www.mit.edu/people/jcb/Dvorak/dvorak-course/ Архивная копия от 5 мая 2007 на Wayback Machine
- Онлайн-курс Дворака Архивная копия от 22 февраля 2014 на Wayback Machine — доступный на 20 языках курс, для которого не нужно устанавливать раскладку Дворака
- PowerTyping Архивная копия от 21 ноября 2006 на Wayback Machine — тренажёр, основанный на Flash и включающий программы для изучения QWERTY и раскладки Дворака.

### Инструменты
- Microsoft Keyboard Layout Creator Архивная копия от 1 мая 2011 на Wayback Machine — средство для создания собственной клавиатурной раскладки Microsoft Keyboard Layout Creator
- Dvorak Assistant Архивная копия от 11 марта 2007 на Wayback Machine — программа для Windows, позволяющая переключаться между QWERTY и Двораком без изменения настроек системы.
  - Быстрый доступ к Dvorak Assistant — короткие ссылки для доступа к Dvorak Assistant на компьютерах в общественных заведениях

### Сравнения с QWERTY
- http://www.shiar.org/happy/txts/dvorak.php Архивная копия от 3 января 2007 на Wayback Machine
- http://www.utdallas.edu/~liebowit/keys1.html Архивная копия от 17 октября 2007 на Wayback Machine

### Интернациональные раскладки
- Финская раскладка Matti Airas
- SHIAR.org Архивная копия от 28 января 2007 на Wayback Machine — раскладки для испанского, немецкого, датского, норвежского, шведского языков и эсперанто
- Раскладка для Новой Зеландии Архивная копия от 18 января 2007 на Wayback Machine
- Британская Архивная копия от 10 января 2007 на Wayback Machine, американская интернациональная Архивная копия от 10 января 2007 на Wayback Machine раскладки и американская раскладка Latin-9 для одной руки Архивная копия от 10 января 2007 на Wayback Machine для Windows
- Британская раскладка для Mac OS X 10.2 и старше.
- Ещё одна венгерская раскладка с инструкциями по установке
- Шведская раскладка Томаса Лундквиста
- Испанская раскладка, включённая в современные дистрибутивы GNU/Linux.